# Diadegma variegatum
Diadegma variegatum är en stekelart som först beskrevs av Szepligeti 1916.  Diadegma variegatum ingår i släktet Diadegma och familjen brokparasitsteklar. Inga underarter finns listade i Catalogue of Life.